# Paul Sava
Paul Sava (n. 22 ianuarie 1922, Mărășești, România – d. 16 octombrie 1995, Paris, Franța) a fost un actor și regizor de teatru și actor de film român. Printre cele mai cunoscute filme ale sale se numără Directorul nostru (1955), Pasărea furtunii (1957), De-aș fi... Harap Alb (1965), Amprenta (1967) și Facerea lumii (1971).

## Biografie
La 22 ianuarie 1922, în orașelul Mărășești din județul Vrancea s-a născut Paul Sava, care va deveni actor de teatru, actor de voce și de film. După primii ani de școală petrecuți la Focșani, familia se stabilește în 1933 la București el continuând studiile la Liceul Gheorghe Șincai. În 1941 se înscrie la facultatea de matematică iar în 1943 la o școală militară, iar la terminarea războiului este ofițer activ. După terminarea războiului încearcă să reia studiile universitare dar pecetluit de noul regim, toate încercările sale sunt în zadar. Reușește să obțină un loc la Teatrul Nostru dar aflându-se că a fost ofițer activ, i se desface contractul de muncă. În 1947 este angajat de Lucia Sturza Bulandra definitiv, la Tetrul Municipal, devenit mai târziu Teatrul Bulandra.
Debutul ca actor l-a făcut în anul 1949 cu piesa Cumpăna de Lucia Demetrius, pe scena teatrului Bulandra din București. În același an, a fost distribuit în piesa Mic-pitic, inimă de voinic de Sergiu Milorian, urmând o serie de alte piese ale dramaturgilor Boris Cirskov, Lope de Vega, Paul Everac și Konstantin Andreevici Treniov.
În anul 1955 a debutat pe marele ecran în filmul de comedeie satirică a lui Jean Georgescu, Directorul nostru alături de Birlic, Giugaru și H. Nicolaide, după care au urmat filme din diferite genuri de la dramă la filme muzicale sau filme de basm (De-aș fi... Harap Alb).  
Pentru scena Teatrului Național din București a regizat spectacolele Căsuța de la marginea orașului de Aleksei Arbuzov în 1957 și Festivalul Eminescu.

De asemenea a apărut în montajul literar-muzical Farmecul unui vals de Oscar Straus la Teatrul de Operetă din București.
Talent multilateral, Paul Sava a fost foarte activ ca actor de voce, participând la Teatrul Național Radiofonic la înregistrarea a multor piese de teatru radiofonic, printre care Triumful talentului de I.L. Caragiale, urmând remarcabila piesă Neguțătorul din Veneția de William Shakespeare, comedia Familia Perrichon de Eugene Labiche, Barberine de Alfred de Musset și Îndrăgostiții de Carlo Goldoni.
Binecunoscut este schetch-ul „În tren”, interpretat cu Toma Caragiu.
După unele surse, datorită cenzurii nemaiputând exercita profesia de actor, în 1975 Paul Sava se pensionează iar în 1981 emigrează în Franța, stabilindu-se  împreună cu familia lîngă Paris, la Poissy.
Paul Sava a decedat la 16 octombrie 1995, la Paris.

## Filmografie

### Actor de teatru
- 1949 Cumpăna de Lucia Demetrius
- 1949 Mic-pitic, inimă de voinic de Sergiu Milorian
- 1951 Învingătorii de Boris Cirskov
- 1952 Liubov Iarovaia de Konstantin Andreevici Treniov
- 1965 Cîinele grădinarului de Lope de Vega
- 1974 Costache și viața interioară de Paul Everac
- 1974 Trei generatii de Lucia Demetrius

### Actor de film
- 1955 Directorul nostru, regia Jean Georgescu : președintele sindicatului
- 1956 Pe răspunderea mea, regia Paul Călinescu : Perfuică
- 1957 Pasărea furtunii, regia Dinu Negreanu
- 1958 Ciulinii Bărăganului, regia Louis Daquin : vânătorul de bricege și mărgele
- 1961 Setea, regia Mircea Drăgan
- 1963 Pisica de mare, regia Gheorghe Turcu
- 1963 Vacanță la mare, regia Andrei Călărașu
- 1965 Runda 6, regia Vladimir Popescu-Doreanu
- 1965 De-aș fi... Harap Alb, regia Ion Popescu-Gopo
- 1966 Calea Victoriei sau cheia visurilor, regia Marius Teodorescu : ziaristul Dima
- 1967 Amprenta, regia Vladimir Popescu-Doreanu : Tache
- 1968 Împușcături pe portativ, regia Cezar Grigoriu
- 1970 Inspecția, regia Petre Sava Băleanu
- 1971 Facerea lumii, regia Gheorghe Vitanidis : Antonică

### Regizor de teatru
la Teatrul National din București a pus în scenă:
- 1957 Căsuța de la marginea orașului (Домик на окраине, 1943) de Aleksei Nikolaevici Arbuzov
- 1965 Festivalul Eminescu

### Teatru la microfon
- 1953 Familia Perrichon de Eugene Labiche : Reporterul Durant;[2]
- 1956 Greșelile unei nopți de Oliver Goldsmith : Grigory;[3]
- 1957 Filumena Marturano de Eduardo De Filippo;[4]
- 1960 Barberine de Alfred de Musset : Astolphe de Rosenberg;[5]
- 1960 Mamouret de Jean Sarment[6][7]
- 1967 Triumful talentului de I.L. Caragiale;[8]
- 1974 Neguțătorul din Veneția de William Shakespeare : Salanio;[9]
- 1980 În goana trenului de Ion A. Bassarabescu;[10]

## Distincții
- Medalia Muncii (25 decembrie 1957) „cu prilejul împlinirii a zece ani de activitate a Teatrului Municipal din București, pentru merite deosebite în activitatea artistică”[11]